# СКИФ (женский хоккейный клуб)
СКИФ (сокращение от «Спортивный клуб Института физкультуры») — первый профессиональный женский хоккейный клуб России из Нижнего Новгорода. Цвета команды — оранжево-синие. 14 июля 2022 года клуб был переименован в "Торпедо".

## История
История клуба начинается с самого первого чемпионата России среди женских команд в сезоне 1995/96. Тогда команда называлась «Лужники» (Москва) и стала первым в истории этих соревнований чемпионом России. Уже в следующем сезоне 1996/97 команда выступала под новым названием ЦСК ВВС (Москва) и второй раз стала чемпионом. С сезона 1998/99 клуб выступает в чемпионате страны под названием «Викинг» (Москва), что не мешает[уточнить] выигрывать первенство страны в очередной раз.
Спортивный клуб «СКИФ» был образован в 1997 году в городе Москва. Женская хоккейная команда СКИФ была создана вместо ХК «Викинг» в 2000 году. Начиная с сезона 2006/07 команда представляет Нижегородскую область. Три года подряд, с сезона 2003/04, в чемпионате России участвовал фарм-клуб команды — СКИФ-2. С сезона 2012/13 СКИФ-2 возобновил участие в чемпионате страны.
Является одной из базовых команд женской сборной России. В её состав для участия в Олимпийских играх 2002 и 2006 были включены более половины игроков СКИФа. На Олимпиаде 2010 года в составе сборной приняли участие восемь хоккеисток СКИФА.
Переименован в «Торпедо» 14 июля 2022 года.

## Достижения
В чемпионате России среди женских команд:
- Чемпион России сезона 1995/96 (команда выступала под названием «Лужники»)
- Чемпион России сезона 1996/97 (команда выступала под названием «ЦСК ВВС»)
- Чемпион России сезона 1997/98 (команда выступала под названием «ЦСК ВВС»)
- Чемпион России сезона 1998/99 (команда выступала под названием «Викинг»)
- Серебряный призёр сезона 1999/00 (команда выступала под названием «Викинг»)
- Чемпион России сезона 2000/01
- Чемпион России сезона 2001/02
- Чемпион России сезона 2002/03
- Чемпион России сезона 2003/04
- Чемпион России сезона 2004/05
- Серебряный призёр сезона 2005/06
- Серебряный призёр сезона 2006/07
- Чемпион России сезона 2007/08
- Серебряный призёр сезона 2008/09
- Чемпион России сезона 2009/10
- Серебряный призёр сезона 2010/11
- Серебряный призёр сезона 2011/12
- Серебряный призёр сезона 2012/13
- Чемпион России сезона 2013/14
- Серебряный призёр сезона 2014/15

В международных турнирах:
- Серебряный призёр Кубка европейских чемпионов (женщины) в сезоне 2004/05
- Бронзовый призёр Кубка европейских чемпионов (женщины) в сезоне 2005/06
- Обладатель Кубка европейских чемпионов (женщины) в сезоне 2008/09
- Серебряный призёр Кубка европейских чемпионов (женщины) в сезоне 2010/11
- Обладатель Кубка европейских чемпионов (женщины) в сезоне 2014/15

## Статистика
| Сезон   | Место | И  | В  | ВО | ВБ | Н  | ПБ | ПО | П | ЗШ  | ПШ | О   |
| ------- | ----- | -- | -- | -- | -- | -- | -- | -- | - | --- | -- | --- |
| 1995/96 | 1     | 15 | 15 | -- | -- | 0  | -- | -- | 0 | 267 | 1  | 30  |
| 1996/97 | 1     | 15 | 15 | -- | -- | 0  | -- | -- | 0 | 179 | 4  | 30  |
| 1997/98 | 1     | 13 | 13 | -- | -- | 0  | -- | -- | 0 | 165 | 8  | 26  |
| 1998/99 | 1     | 25 | 25 | -- | -- | 0  | -- | -- | 0 | 364 | 11 | 50  |
| 1999/00 | 2     | 17 | 14 | -- | -- | 0  | -- | -- | 3 | 121 | 19 | 28  |
| 2000/01 | 1     | 18 | 16 | 0  | -- | 0  | -- | 0  | 2 | 126 | 18 | 48  |
| 2001/02 | 1     | 24 | 23 | 0  | -- | 1  | -- | 0  | 0 | 192 | 16 | 70  |
| 2002/03 | 1     | 24 | 22 | 0  | -- | 1  | -- | 0  | 1 | 141 | 22 | 67  |
| 2003/04 | 1     | 30 |    |    | -- |    | -- |    |   |     |    |     |
| 2004/05 | 1     | 30 | 29 | 0  | -- | 1  | -- | 0  | 0 | 161 | 19 | 88  |
| 2005/06 | 2     | 30 | 25 | 0  | -- | 0  | -- | 0  | 5 | 175 | 47 | 75  |
| 2006/07 | 2     | 24 | 16 | 0  | -- | 1  | -- | 0  | 7 | 77  | 46 | 49  |
| 2007/08 | 1     | 24 | 22 | 0  | 1  | -- | 0  | 0  | 1 | 115 | 14 | 68  |
| 2008/09 | 2     | 24 | 19 | 0  | 0  | -- | 3  | 0  | 2 | 104 | 28 | 60  |
| 2009/10 | 1     | 30 | 26 | 0  | 2  | -- | 0  | 0  | 2 | 206 | 39 | 82  |
| 2010/11 | 2     | 30 | 25 | 1  | 0  | -- | 0  | 0  | 4 | 251 | 39 | 77  |
| 2011/12 | 2     | 30 | 25 | 0  | 0  | -- | 1  | 0  | 4 | 172 | 61 | 76  |
| 2012/13 | 2     | 48 | 37 | 2  | 1  | -- | 0  | 0  | 8 | 260 | 89 | 117 |
| 2013/14 | 1     | 40 | 36 | 1  | 0  | -- | 1  | 0  | 2 | 263 | 45 | 111 |

| Сезон   | Место | И  | В | ВО | ВБ | Н  | ПБ | ПО | П  | ЗШ | ПШ  | О  |
| ------- | ----- | -- | - | -- | -- | -- | -- | -- | -- | -- | --- | -- |
| 2003/04 | 6     | 30 |   |    | -- |    | -- |    |    |    |     |    |
| 2004/05 | 6     | 30 | 3 | 0  | -- | 0  | -- | 0  | 27 | 21 | 221 | 9  |
| 2005/06 | 6     | 30 | 3 | 0  | -- | 0  | -- | 0  | 27 | 35 | 198 | 9  |
| 2012/13 | 9     | 48 | 2 | 0  | 0  | -- | 0  | 0  | 46 | 42 | 439 | 6  |
| 2013/14 | 10    | 40 | 6 | 1  | 0  | -- | 0  | 1  | 32 | 74 | 250 | 21 |

Примечание: И — количество игр, В — выигрыши в основное время, ВО — выигрыши в овертайме, ВБ — выигрыши по буллитам, Н — ничейный результат, ПБ — поражения по буллитам, ПО — поражения в овертайме, П — поражения в основное время, ЗШ — забито шайб, ПШ — пропущено шайб, О — очки.

## Главные тренеры
- Егоров, Валентин Михайлович — 1995—1997
- Жеребцов, Алексей Иванович — 2001—2002
- Крутов, Виктор Иванович — 20 августа 2003 — 1 июля 2004
- Калинцев, Алексей Валентинович — 2004—2006(?)
- Вирясов, Александр Сергеевич — 2005—2006
- Вирясов, Александр Сергеевич — 2007—2008
- Евтюхин, Георгий Витальевич — 2008—2009(?)
- Бобарико, Евгений Викторович — 2008—2009
- Ульянкин, Александр Сергеевич — 2009—2010
- Кучеренко, Владимир Михайлович — 2010—2012
- Давлетшин, Валерий Рафикович — 2013—2014
- Синицын, Владимир Геннадьевич — 25 августа по 25 сентября 2014
- Наместников, Олег Юрьевич — 2014—2016
- Смирнов, Василий Викторович — с 18 января 2016 года до конца сезона — и. о.
- Иванов, Сергей Иванович — 24 июня — 7 октября 2016
- Наместников, Олег Юрьевич — 2016—2017
- Голубович, Владимир Васильевич — 10 февраля 2017 — 21 октября 2019
- Михайлов, Константин Валерьевич — 21 октября 2019—2020
- Голубович, Владимир Васильевич — 2020—2021
- Аверкин, Игорь Сергеевич — 2021—2022

## Администрация клуба
- Президент клуба:  Колотнев Сергей Иванович
- Спортивный директор:  Гуслистая Елена Сергеевна
- Главный тренер команды:  Голубович Владимир Васильевич
- Тренер молодёжного состава команды:  Капустина Александра Витальевна
- Старший тренер детского отделения:  Пахомова Наталья Николаевна
- Руководитель информационной службы:  Панченко Николай Владимирович
- Руководитель детского отделения:  Меркушева Анна Сергеевна